# Tomme crayeuse
 (juin 2019).
Si vous disposez d'ouvrages ou d'articles de référence ou si vous connaissez des sites web de qualité traitant du thème abordé ici, merci de compléter l'article en donnant les références utiles à sa vérifiabilité et en les liant à la section « Notes et références ».
La tomme crayeuse est un fromage français de Savoie. 
C'est un fromage à base de lait de vache à pâte pressée non cuite. Son délai d'affinage est de 2 mois minimum. Sa croûte est brun-gris, et développe des moisissures jaunes avec l'affinage.